# ام‌وی برتاین
ام‌وی برتاین (به انگلیسی: MV Bretagne) یک کشتی است که طول آن ۱۵۲٫۸ متر (۵۰۱٫۳ فوت) می‌باشد. این کشتی در سال ۱۹۸۹ ساخته شد.